# Gomba (district)
Le district de Gomba est un district d'Ouganda. Sa capitale est Kanoni.

## Histoire
Le district de Gomba, comme celui de Butambala, a été créé en 2010 par séparation de celui de Mpigi.